# Miniopterus natalensis
Miniopterus natalensis es una especie de murciélago de la familia Vespertilionidae.

## Distribución geográfica
Se encuentra en Angola Namibia Botsuana, Sudáfrica Lesoto Zimbabue Suazilandia Mozambique Malaui Zambia Tanzania República Democrática del Congo, Kenia, Arabia Saudita y Yemen. Posiblemente en Uganda Etiopía y Sudán.